# 孤男寡女 (電影)
《孤男寡女》是一部2000年由杜琪峯和韋家輝导演，刘德华与郑秀文首次合作的都市白领爱情喜剧片。影片由同名新城广播剧改编而成，以3521万港币成为当年香港最卖座的华语片。获得香港电影金像奖最佳电影、最佳导演等五项提名。
本作品被視為劉德華及鄭秀文其中一套最經典的作品。

## 剧情
华少 (劉德華飾)是一家电脑零件销售公司的部门经理，他风流花心并有过一段婚史，其名声在一些女同事口中并不好。KINKI (鄭秀文飾)是华少属下的一名新员工，她对爱情很是看重，并在伤心时会有神经质般的表现，近日她发现男友跟其他女子有染，於是在公司里疯闹了一场并准备辞职，在购物时还将物品一一弄丢。而华少在公司里与一名竞争对手Martin有矛盾，幸得到KINKI的援助得以化解，使华少对她很有好感，而对于KINKI来说很重要的爱情符（小饰件）恰好落到了华少车里。
在赶赴深圳处理一件贸易纠纷时，先前赶去的KINKI受到当地的士司机之骗，有足够耐心的华少让订单纠纷之事得到顺利解决，之后在饭局上华少替KINKI吃了不少野味并喝醉了身体，他在酒醉后对KINKI的真诚诉说让她对其有了更深的了解。他们俩在深圳之行被公司里的女员工小虹说成两人在一起过了夜，此谣言在同事里大为传播，华少听闻后大为恼怒，由于KINKI为小虹求了情，小虹才不至于被辞退。KINKI还在华少母亲住院时帮忙照顾了华少妹妹的2个孩子，这让华少更加感激她。
有一次KINKI同男友阿丹 (海俊傑飾)在印度餐厅吃饭时，由于有华少的帮助，男友被KINKI的行为举止彻底征服，可是由于看穿了男友的负心汉身份，她很快将对方甩掉了，她还亲眼看到华少的前女友阿茵 (梁藝齡飾)与华少在一起交谈的亲密情形，茵看出KINKI喜欢上了华少，就建议帮她找一位新男友，可华少故意找了一个长相不好的男士给KINKI，茵就怀疑华少也喜欢上了KINKI。一次华少帮脚部受伤的KINKI回家时，被她家人当作条件很好的男友要KINKI好好把握住机会。
就在华少带KINKI去跟那位男士约会认识时，没想到新来香港的美籍华裔互联网公司雅酷老板ROGER杨恰好 (黃浩然飾)成为了阿茵要KINKI认识的新男友，他不仅年轻帅气，而且是亿万富豪，出于对华少为她介绍新男友的不满，KINKI故意对ROGER所骑的电单车表现得很痴狂。一次阿茵称与现在的丈夫关系恶化，要到华少家里过夜，却发现他已时刻挂念着KINKI，于是生气离开。华少为避免KINKI知道杨的富豪身份，次日就购买并扔掉了以杨为封面人物的许多本杂志。
公司责怪华少将电脑零件卖给了江门的盗版商，令公司损失惨重，导致华少手下的几名员工要转投Martin部下，唯有KINKI愿意帮他查询旧订单的许多文件，两人在华少的家里一直忙了几天几夜。而KINKI依旧对ROGER和电单车很疯狂，在与ROGER的比较中华少的自尊心很受伤，就买了一辆电单车自学驾驶，这被KINKI发现了。后来KINKI知道了ROGER的巨富身份，就请求ROGER帮助华少处理那个大麻烦，没想到ROGER和父母商议之后立即决定带KINKI乘坐邮轮去美国迈阿密结婚，赶到码头的同事都恭喜她，家人也要她接受这件大喜事，手足无措的KINKI就打电话向华少求救。华少在开车去码头的路上车子出了故障，幸得到一名叫华弟的电单车手的帮忙才到达。可是邮轮刚好启程离开，他就用了一块木板在上面写了I NEED YOU几个英文字希望KINKI能够看到，之后又将那张爱情符扔进了海里，里面也写着KINKI所写的I NEED YOU。
失望回到公司后，华少决定收拾个人物品走人，在离开途中发现KINKI正抱着一箱文件赶回公司；原来她发现了公司里的竞争对手Martin陷害华少的许多文件，Martin、Ronald等人就去抢KINKI手里的文件，文件掉落一地引得四人争抢。华少赶回后将许多文件扔出了室外，对KINKI称只要她回来了就好，她才是最重要的，KINKI问他在码头的木板上写的什么，他再次对她说出I NEED YOU后，两人幸福地拥抱在了一起。

## 角色
| 演員   | 角色              | 简介                                                |
| 劉德華 | 張華紹 華Dee      | 華少 郭明儀之歡喜冤家，後為其男友                   |
| 郑秀文 | 郭明仪/Kinki Kwok | Kinki 張華紹之歡喜冤家，後為其女友                  |
| 梁藝齡 | 余茵茵            | 張華紹之前妻                                        |
| 黃浩然 | Roger Young       | 年輕富豪，角色範本為Yahoo創辦人Jerry Yang（楊致遠） |
| 许绍雄 | Ronald            | 張華紹之上司                                        |
| 郭少芸 | Kitty             | 公司职员，原為華少的部屬，後來投靠Martin的部門      |
| 林 雪  | Martin            | 公司职员，另一個業務部門的主管，是華少的競爭對手    |
| 海俊傑 | Dan               | Kinki的花心男友，後分手                             |
| 謝魯駟 | 高老闆            | 深圳某企業的負責人，也是华少争取的客户              |
| 潘嘉德 | Kinki父           |                                                     |
| 森 森  | Roger母           |                                                     |
| 洋     | Roger父           |                                                     |

## 主创人员
- 导演：杜琪峯 韦家辉
- 监制：杜琪峯 韦家辉
- 原著：鄧洁明
- 编剧：Cindy Tang 韦家辉 游乃海
- 摄影：郑兆强
- 美术设计：冯乐斌
- 音乐：黄嘉倩
- 剪辑：罗永昌
- 服装设计：张世宏
- 出品人：向华强
- 执行监制：陈明英
- 制片人：施爱玲

## 歌曲
| 曲別   | 歌名                             | 作曲   | 作詞 | 演唱   |
| 主题曲 | 《感情线上》（粵）、不伤心（国） | 黄嘉倩 | 林夕 | 郑秀文 |

## 獎項及提名
| 頒獎典禮                  | 獎項             | 名單                                                    | 結果 |
| ------------------------- | ---------------- | ------------------------------------------------------- | ---- |
| 第37屆金馬獎              | 最佳女主角       | 鄭秀文                                                  | 提名 |
| 第7屆香港電影評論學會大獎 | 最佳女演員       | 鄭秀文                                                  | 提名 |
| 第7屆香港電影評論學會大獎 | 推薦電影         | 不適用                                                  | 獲獎 |
| 第6屆香港電影金紫荊獎     | 最佳導演         | 杜琪峯、韋家輝                                          | 提名 |
| 第6屆香港電影金紫荊獎     | 最佳編劇         | 韋家輝、游乃海                                          | 提名 |
| 第6屆香港電影金紫荊獎     | 最佳女主角       | 鄭秀文                                                  | 提名 |
| 第6屆香港電影金紫荊獎     | 十大華語片       | 不適用                                                  | 獲獎 |
| 第20届香港電影金像獎      | 最佳電影         | 不適用                                                  | 提名 |
| 第20届香港電影金像獎      | 最佳導演         | 杜琪峯、韋家輝                                          | 提名 |
| 第20届香港電影金像獎      | 最佳編劇         | 韋家輝、游乃海                                          | 提名 |
| 第20届香港電影金像獎      | 最佳女主角       | 鄭秀文                                                  | 提名 |
| 第20届香港電影金像獎      | 最佳原創電影歌曲 | 《感情線上》 - 作曲：黃嘉倩 - 填詞：林夕 - 主唱：鄭秀文 | 提名 |